# Абдурахмонов, Гани Абдурахманович
Гани Абдурахманович Абдурахмонов  (3 декабря 1925, Фергана, Узбекская ССР, СССР — 25 апреля 2016, Ташкент, Узбекистан) — советский и узбекский филолог, действительный член Академии наук Республики Узбекистан, заслуженный деятель науки Узбекистана.

## Биография
В 1946 г. окончил Ферганский государственный педагогический институт, вёл научно-педагогическую деятельность в этом ВУЗе. В 1950 г. защитил кандидатскую диссертацию, в 1962 г. — докторскую. В 2000 г. был избран членом Академии наук Узбекской ССР.
Занимал должности заведующего кафедрой и проректора Ферганского государственного педагогического института, заведующего сектором Института языка и литературы Академии наук Узбекской ССР, ректора Ферганского государственного педагогического института, министра высшего и среднего специального образования Узбекистана, ректора Ташкентского государственного института иностранных языков и Ташкентского государственного педагогического института, главного научного сотрудника Института языка и литературы, профессора Ташкентского государственного института востоковедения.
Являлся специалистом в области языкознания.

## Награды и звания
Заслуженный деятель науки Республики Узбекистан, был награждён медалью «Шухрат».